# Дом куницы (скульптура)
Дом куницы — бронзовая скульптурная композиция, посвящённая кунице — символу города Уфы с середины XVII в.

## История
Изначально скульптура была установлена у Гостиного двора. Она была торжественно открыта 8 июля 2010 г. в День семьи, любви и верности при большом стечении горожан. Автором композиции выступил член Союза художников Республики Башкортостан, лауреат Международных конкурсов скульпторов Халит Галиуллин, ранее создавший в Уфе памятник дворнику.
Памятник был установлен в рамках проекта «МегаФон дарит легенду» и сразу же получил неофициальное народное название: «Где зарплата?».
Вследствие проведения ремонтных работ около Гостиного двора скульптура в 2014 г. была перенесена к восточному входу в Парк им. Якутова, где её и оставили.